# Colin O'Malley
Colin O'Malley (født 9. december 1973) er en komponist der har arbejdet med blandt andet CNN, Walt Disney, Universal Studios, DC Comics og Electronic Arts. Han har i samarbejde med Troels Folmann komponeret musikken til Tomb Raider: Underworld.